# キャプリオ

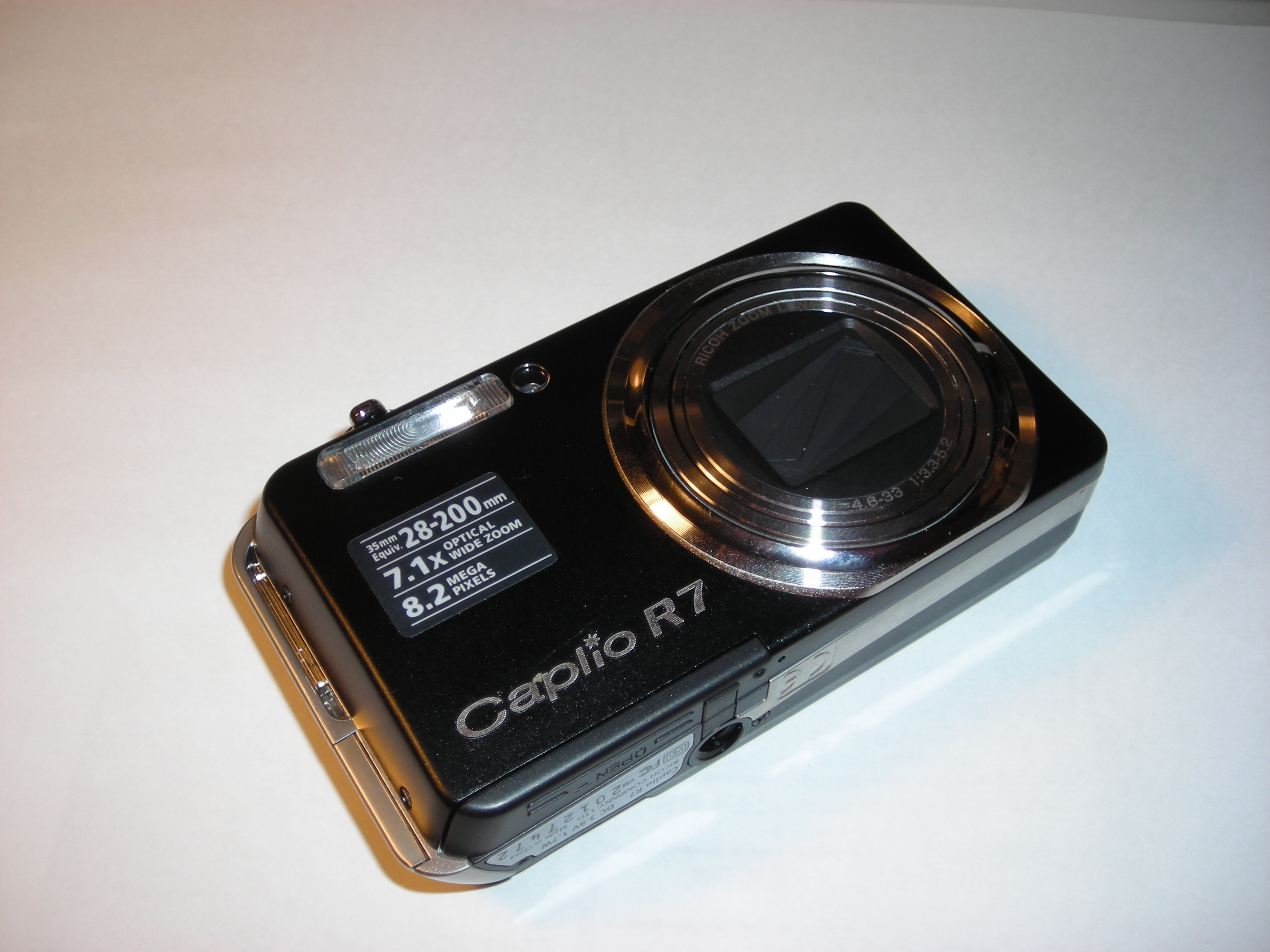
キャプリオブランドとして最後に発売されたR7

キャプリオ（Caplio ）は、リコーのデジタルカメラのブランドである。2001年4月発売されたキャプリオRDC-i500で初めて用いられた。

## 概要
製品の特徴は、初期の数機種を除くほとんどの機種でバッテリーと乾電池とACアダプタを利用した撮影ができ、キャプリオRR10とキャプリオRR211を除く全ての機種で1cmまたはそれ以下の距離で撮影できる「超マクロ撮影機能」を持つ。また後半出された機種は、一般的なデジタルカメラと比べて広角のレンズを採用している。なお2008年2月19日の新製品発表会でリコーはキャプリオブランドの廃止を発表。2007年9月14日に発売されたキャプリオR7がブランド最後の機種となった。

## 製品一覧

### 非防水・非防塵モデル

#### Rシリーズ
- キャプリオRDC-i500（2001年4月20日発売） - 「キャプリオ」というブランド名を初めて用いた機種。それまで発売されていたRDCシリーズと同じく一般的なデジタルカメラにない特殊な形をしており、様々なアングルでの撮影ができる。有効画素数は324万画素。記録媒体はコンパクトフラッシュとマイクロドライブ。
- キャプリオRR10（2001年7月発売） - 音楽再生機能を持つ機種。またキャプリオシリーズとしては唯一専用クレイドルが付属し、充電やパソコンとの情報のやり取りができるほか、WEBカメラとしても使用できる。「超マクロ撮影」機能は非搭載。有効画素数は202万画素。記録媒体はSDメモリーカード。
- キャプリオRR1（2001年9月21日発売） - キャプリオRDC-i500と同じく一般的なデジタルカメラにない特殊な形をした機種。有効画素数は395万画素。記録媒体はスマートメディア。
- キャプリオRR30（2002年9月20日発売） - レリーズタイムラグが0.22秒と短いのが特徴。有効画素数は324万画素。色は白と黒とシルバーの3色。記録媒体はSDメモリーカード。台数限定で「東尾理子モデル」が販売されている。
- キャプリオRR211（2003年12月12日発売） - 「超マクロ撮影」機能は非搭載。有効画素数は192万画素。記録媒体はSDメモリーカード。
- キャプリオRR330（2004年3月11日発売） - SDメモリーカードに加えてマルチメディアカードを利用できる機種。また本体に16MBのフラッシュメモリーも内蔵している。有効画素数は314万画素。

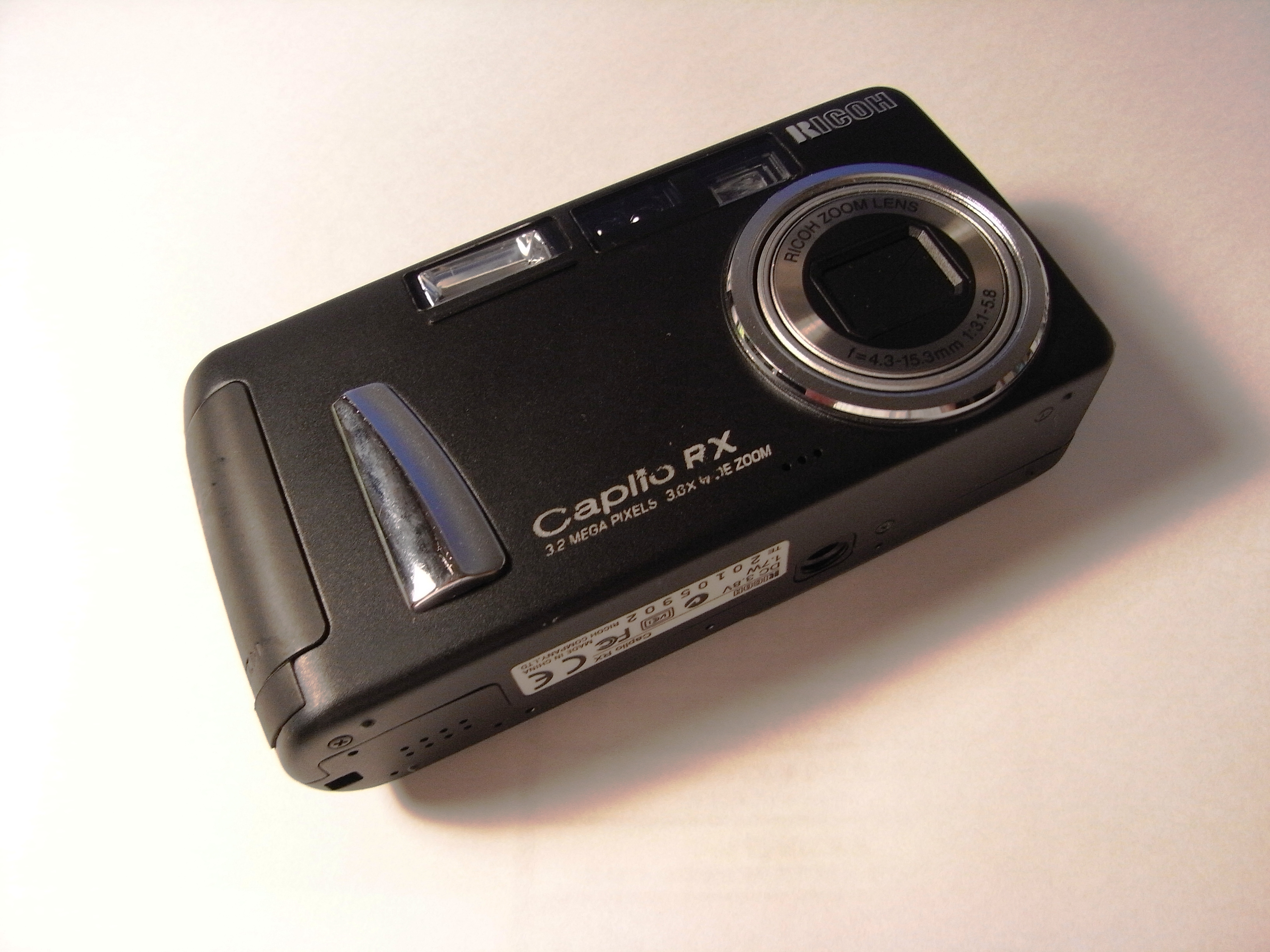
キャプリオRX

- キャプリオRX（2004年3月26日発売） - 35mm判換算焦点距離で28～100mmと一般的なデジタルカメラよりも広角のレンズを使用している機種。有効画素数は324万画素。色はシルバーと黒の2色。記録媒体はSDメモリーカード。
- キャプリオRZ1 - レリーズタイムラグが0.003秒と非常に短い機種。有効画素数は419万画素。記録媒体はSDメモリーカード。
- キャプリオR1（2004年9月3日発売） - 有効画素数は400万画素。色は黒とシルバーの2色。専用バッテリーが付属しない。記録媒体はSDメモリーカードとマルチメディアカード。レリーズタイムラグが0.003秒と非常に短いのが特徴。記録媒体はSDメモリーカードとマルチメディアカード。
- キャプリオR1S（2004年10月26日発売） - 基本性能はキャプリオR1と同じだが企業向け商品として販売ルートが限定されているほか付属ソフトウェアが異なる。また撮影時に行なった設定を保持する機能がある。色はシルバー1色のみ。
- キャプリオR1V（2005年1月21日発売） - 有効画素数502万画素。色は黒とゴールドの2色。
- キャプリオR2（2005年3月18日発売、青色モデルは2005年7月8日限定発売） - 色はシルバーと黒と青の3色。有効画素数は502万画素。記録媒体はSDメモリーカードとマルチメディアカードに対応する。
- キャプリオR2S（2005年6月28日発売） - 色はシルバーの1色のみ。撮影時の設定を保持する機能や、カメラ本体かパソコンを用いて作成したテキストデータや音声データを写真のExifに付加する「カメラメモ」機能を搭載している。またリコー製のカラーレーザープリンターの一部の機種との連携が強化されており、写真の一覧形式での印刷やカメラメモ機能で用いたテキストデータの印刷などが行なえる。この機種は企業向けとして販売ルートが限定されていた。
- キャプリオR3（2005年11月11日発売[2]、黒色モデルは2006年1月20日発売） - 35mm判換算焦点距離で28～200mmと一般的なデジタルカメラよりも広角の光学7.1倍ズームレンズと、「CCDシフト方式」の手ブレ補正機構を搭載した機種。斜めから撮影した四角形の物体を正面から撮影したかのように修正する「斜め補正」機能も搭載。有効画素数は513万画素。記録媒体はSDメモリーカードとマルチメディアカード。色はシルバーと黒の2色（シルバーモデルは同年11月に延期されている。)
- キャプリオR30（2006年1月20日発売） - 35mm判換算焦点距離で28～160mmと一般的なデジタルカメラよりも広角の光学5.7倍ズームレンズを搭載している機種。リコー製の一部の複合プリンターやレーザープリンターと連携し、一覧形式での写真の印刷や、帳簿や伝票形式での印刷にも対応する。また斜めから撮影した四角形の物体を正面から撮影したかのように修正する「斜め補正」機能も搭載している。有効画素数は513万画素。記録媒体はSDメモリーカードとマルチメディアカードのほか26MBの内蔵メモリーを搭載している。色はゴールド[3]の1色のみ。
- キャプリオR4（2006年3月17日発売） - 35mm判換算焦点距離で28～200mmと一般的なデジタルカメラよりも広角の光学7.1倍ズームレンズと、「CCDシフト方式」の手ブレ補正機構を搭載した機種。有効画素数は604万画素。記録媒体はSDメモリーカードとマルチメディアカードのほかに26MBの内蔵メモリーを搭載している。色はシルバーと黒の2色。
- キャプリオR5（2006年9月15日発売） - 35mm判換算焦点距離で28～200mmと一般的なデジタルカメラよりも広角の光学7.1倍ズームレンズと、「CCDシフト方式」の手ブレ補正機構を搭載した機種。本体のシャッターボタン側が液晶側に少し曲っているのが特徴。有効画素数は724万画素。記録媒体は当初SDメモリーカードとマルチメディアカードのほか26MBの内蔵メモリーを搭載している。2007年2月8日ファームウェアの更新でSDHCカード（4GB）にも対応した。色はシルバーと黒と赤の3色。

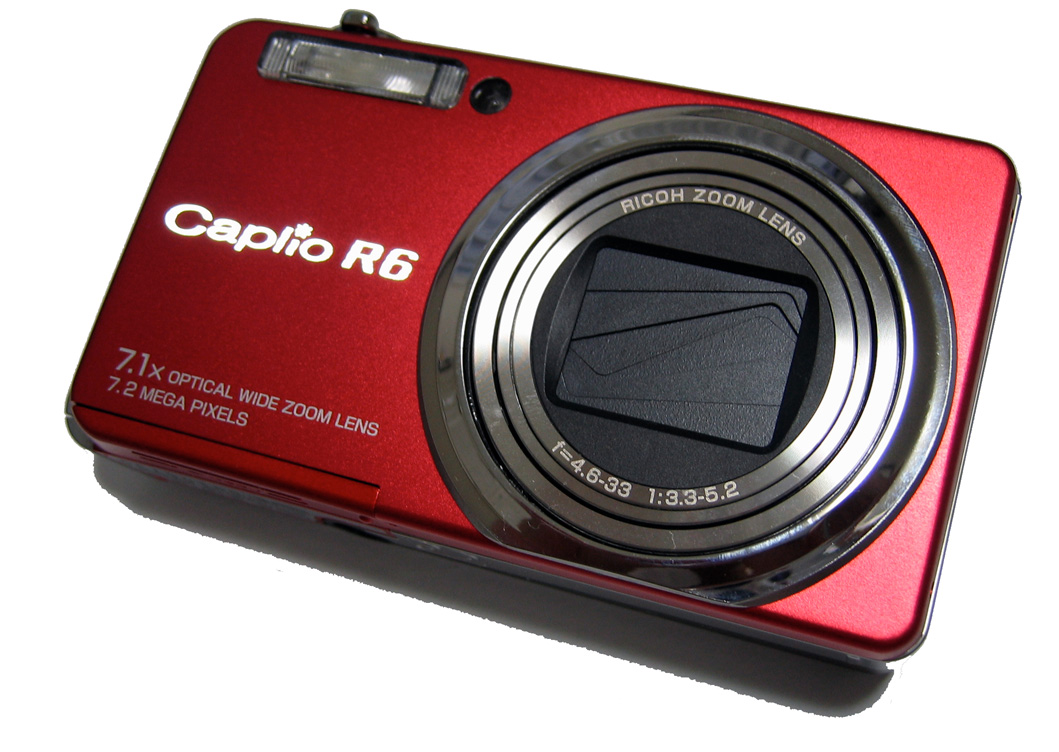
キャプリオR6

- キャプリオR6（2007年3月23日発売） - 35mm判換算焦点距離で28～200mmと一般的なデジタルカメラよりも広角の光学7.1倍ズームレンズと、「CCDシフト方式」の手ブレ補正機構を搭載している機種。キャプリオR5の機能を踏襲しつつも、新たに人間の顔を識別しピントや露出などを自動調整する「フェイスモード」と、1度の撮影で縮小画像と合わせて2枚の画像を作成する「デュアルサイズ記録モード」が、追加されている。また本体の形状が若干変更・薄型化されており、キャプリオR5のような本体側面への緩やかなカーブがなくなり、ズームボタンはシャッターボタンの真下に移動された。記録媒体はSDメモリーカードとSDHCカード（4GB）、マルチメディアカードのほか54MBの内蔵メモリーを搭載。色はシルバーと黒と赤の3色。
- キャプリオR7（2007年9月14日発売） - キャプリオブランドで発売された最後の機種。キャプリオR6の後継機種で、CCDの有効画素数が815万にアップされたモデル。35mm判換算焦点距離で28～200mmと一般的なデジタルカメラよりも広角の光学7.1倍ズームレンズと、「CCDシフト方式」の手ブレ補正機構を踏襲している。ADJボタンが押しボタン式から十字キー式に変更になった。記録媒体はSDメモリーカードとSDHCカード（4GB）、マルチメディアカードのほか内蔵メモリーを搭載しているが容量が24MBに減らされた。色はシルバーと黒とオレンジの3色。

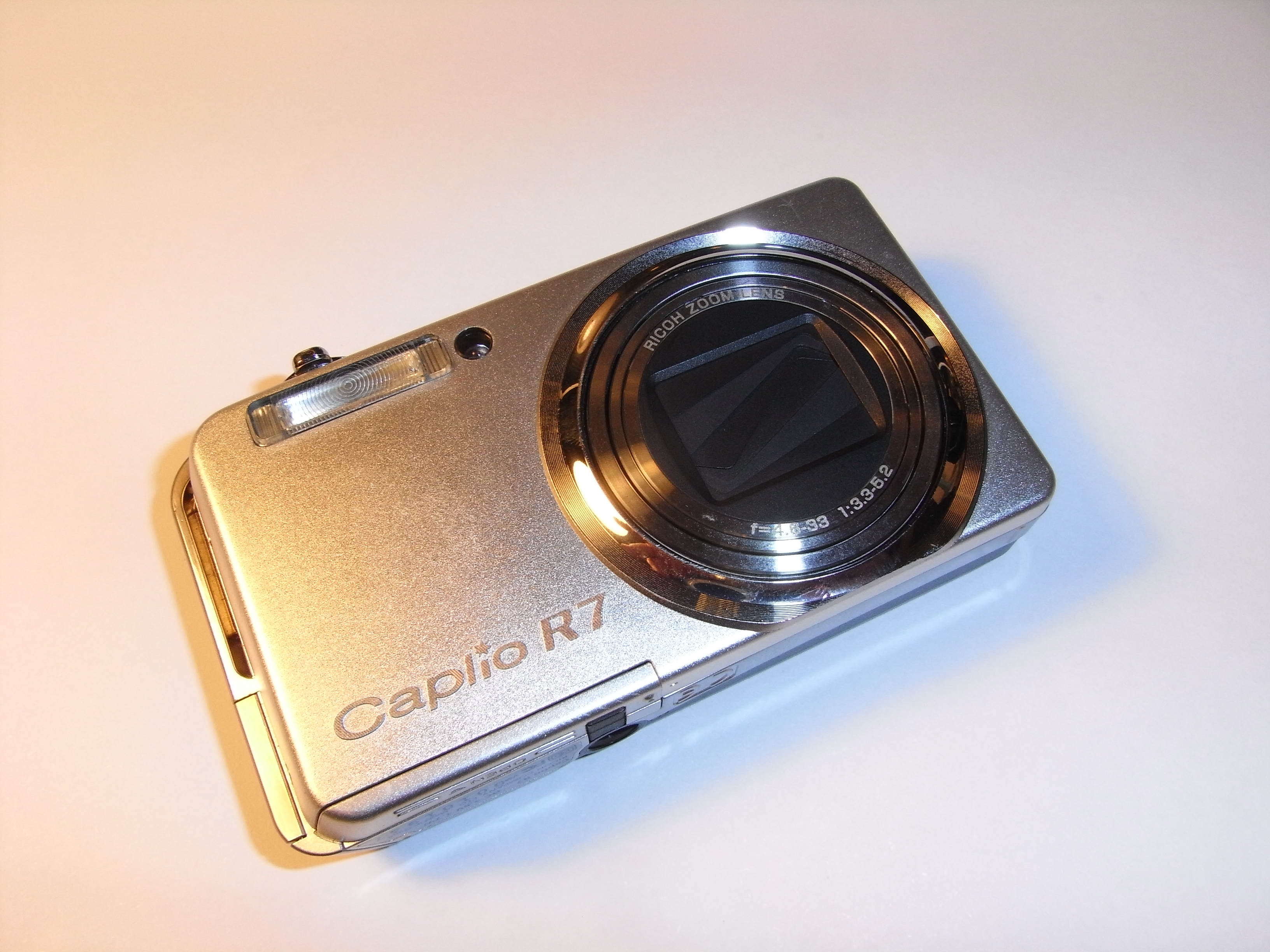
表面
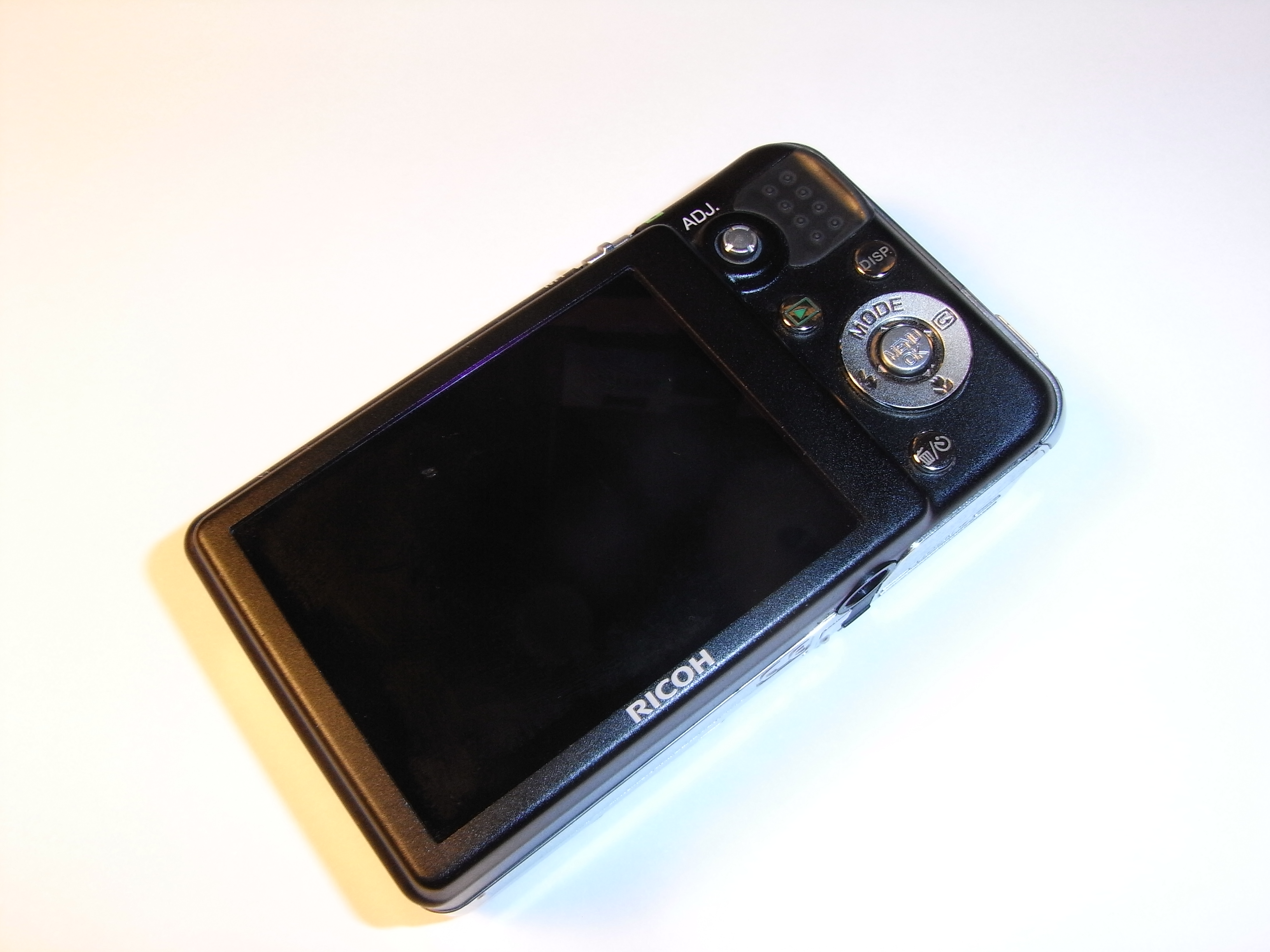
裏面

#### Gシリーズ
- キャプリオG3（2003年2月21日発売、2003年8月22日「阪神タイガースモデル」限定発売） - 色はシルバー1色のみ。デザインは建築家でありプロダクトデザイナーでもある黒川雅之が担当。レリーズタイムラグは0.14秒、有効画素数は324万画素。「音声記録」機能と「音声付き動画撮影」機能を搭載。記録媒体はSDメモリーカード。
- キャプリオG3モデルS（2003年2月21日発売） - 外装がマグネシウム合金でできている機種。あらかじめパソコンを使って作成したテキストデータやカメラ本体で録音した音声データをExifに付加する機能を搭載。
- キャプリオG3モデルM（2003年3月5日発売） - 外装がマグネシウム合金でできている機種。色は黒とグレーの2色。
- キャプリオProG3（2003年6月25日発売） - コンパクトフラッシュカードスロットを搭載している機種。これによりコンパクトフラッシュカードスロットに対応した無線LANカードやPHSカードを用い、パソコンを使うことなく写真のデータをサーバにアップロードしたり、GPSカードを用いて、写真に位置情報を付加したりできる。またあらかじめパソコンを使って作成したテキストデータやカメラ本体で録音した音声データをExifに付加する機能も搭載。
- キャプリオG4（2003年9月19日発売） - 色はシルバーの1色のみ。有効画素数は324万画素。記録媒体はSDメモリーカード。
- キャプリオG4ワイド（2003年9月19日発売） - 35mm判換算焦点距離で28～85mmと一般的なデジタルカメラよりも広角のレンズを使用している機種。キャプリオG4と比べて機動時間が1.8秒と0.1秒早くなり、「テレマクロ撮影」や「音声記録」機能などを搭載し、重量が若干重い。色はシルバーと黒の2色。

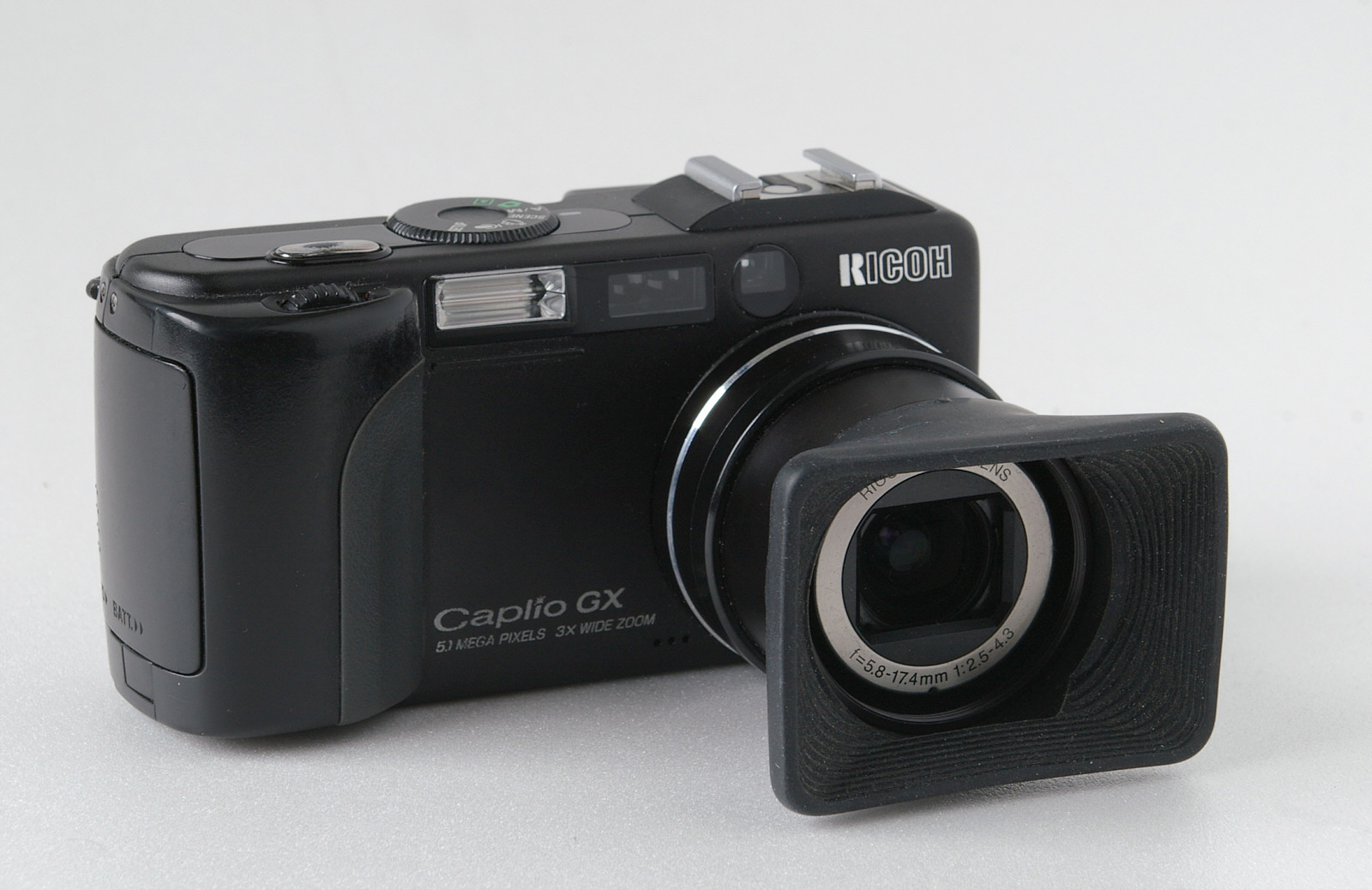
キャプリオGX

- キャプリオGX（2004年5月20日発売、2004年7月9日シルバー限定発売） - マニュアル撮影機能や、最短焦点距離が1cmのマクロ撮影、35mm判換算焦点距離で28～85mmと一般的なデジタルカメラよりも広角のレンズを使用しているのが特徴。また別売でワイドコンバージョンレンズが発売されている。有効画素は513万画素。記録媒体はSDメモリーカード。黒とシルバーの2色。
- キャプリオGX8（2005年5月20日発売） - キャプリオGXの後継機種。外観・基本機能は同じ。有効画素が824万画素に拡張された。記録媒体はSDメモリーカードとマルチメディアカードのほか26MBの内蔵メモリーを搭載している。色は黒の1色のみ。

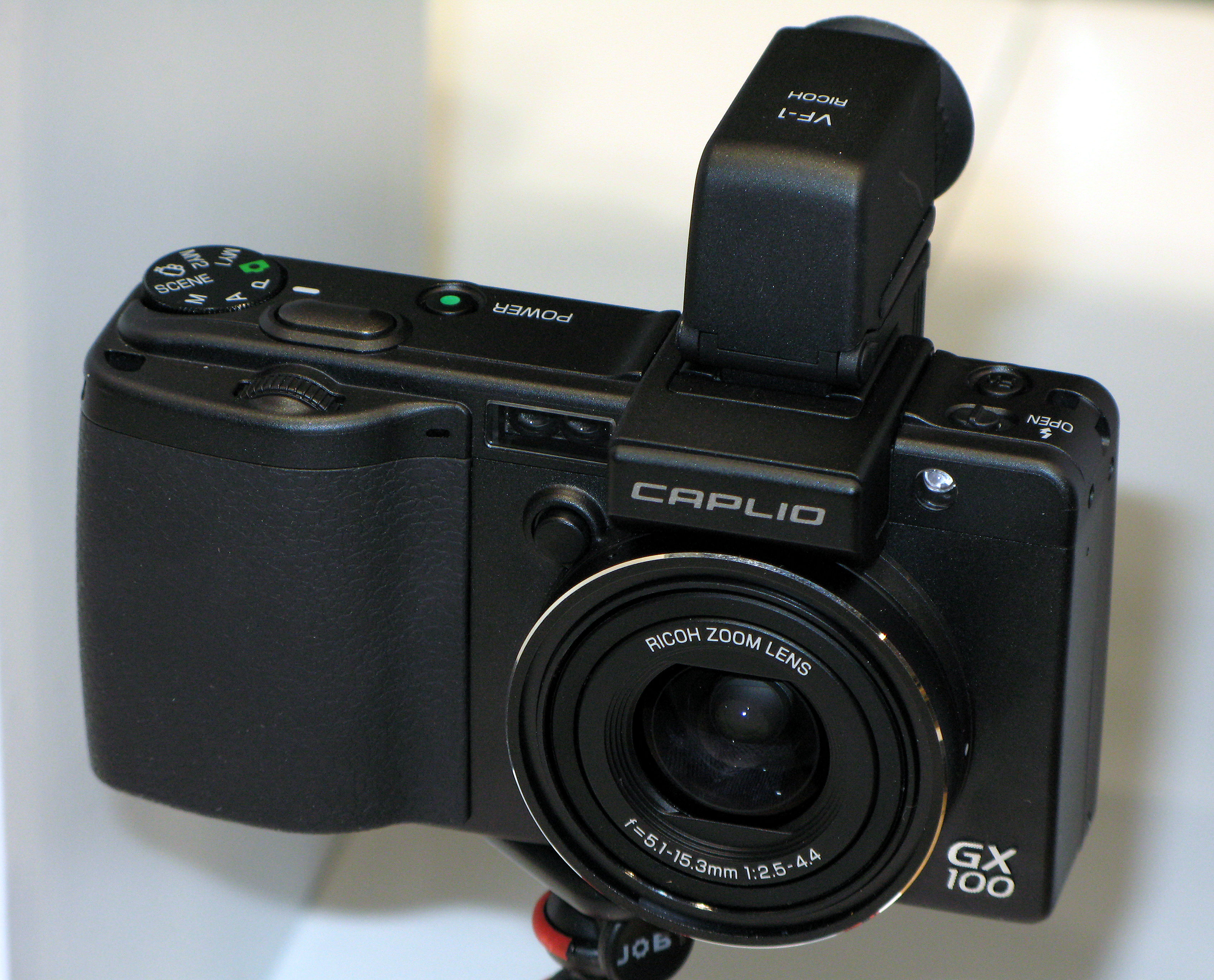
キャプリオGX100VFキット

- キャプリオGX100VFキット（2007年4月20日発売） - 35mm判換算焦点距離で24～72mmと一般的なデジタルカメラよりも広角の光学3倍ズームレンズと、「CCDシフト方式」の手ぶれ補正機構を搭載した機種。有効画素数は1,001万画素。記録媒体はSDメモリーカードとSDHCカード（4GB）、マルチメディアカードのほか26MBの内蔵メモリーを搭載。キャプリオGX8に続くモデルであるが、GRデジタルにズームレンズと手ぷれ補正を搭載したような外観と機能である。グリップには熱可塑性エラストマーを前後二分割して貼り付けており、しっとりと手に馴染む。コンパクトデジタルカメラ初の着脱式液晶ビューファインダーを装備する。RAWとJPEGの同時記録も可能。ワイドコンバージョンレンズを使用することによって35mm判換算焦点距離で19mmの超広角を実現する。色は黒の1色のみ。

### 防水・防塵モデル
- キャプリオ300G（2002年12月11日発売） - キャプリオRR30を元に開発された製品で、防水性能はJIS保護等級7級、防塵性能はJIS保護等級6級。加えて耐衝撃設計が施されている。有効画素数は324万画素。記録媒体はSDメモリーカードとマルチメディアカードに対応する。
- キャプリオ400Gワイド（2004年1月30日発売） - キャプリオG4ワイドを元に開発された。防水性能はJIS保護等級7級、防塵性能はJIS保護等級6級に相当する。またアメリカ国防総省が推奨する耐衝撃性能に関する規格「MIL Standard810F」に準じており、高さ90cmからの落下に耐えうる製品と言える。「建設CALS」に対応した撮影モードを搭載。またあらかじめパソコンを使って作成したテキストデータやカメラ本体で録音した音声データをExifに付加する「カメラメモ」機能や、音声付き動画を撮影する機能なども搭載する。35mm判換算焦点距離で28～85mmと一般的なデジタルカメラよりも広角のレンズを搭載している。有効画素数は324万画素。加えてリコー製のプリンターとの連携が強化されており、写真の一覧形式での印刷や、カメラメモ機能で用いたテキストデータの印刷などが行なえる。記録媒体はSDメモリーカードとマルチメディアカードに対応する。また別売でワイドコンバージョンレンズが発売されている。
- キャプリオ400GワイドF - 火災現場での撮影に対応できるよう、設定が改良された機種。暗所で自動的に感度が高まる機能や、高感度設定にするとオートフォーカスから固定焦点に切り替わる機能などが搭載されている。またキャプリオ400Gワイドに比べて液晶が明るめになっている。
- キャプリオ500Gワイド（2006年5月26日発売） - 防水性能はJIS保護等級7、防塵性能はJIS等級6。寒冷地（-10℃まで）での使用にも耐えうる耐冷仕様になっているほか、アメリカ国防総省が推奨する耐衝撃性能に関する規格「MIL Standard810F」に準じており、高さ1mからの落下に耐えうる製品でもある。撮影に関する機能としてはオートフォーカスから固定焦点に切り替わる消防モードや斜めから撮影した四角形の物体を正面から撮影したかのように修正する「斜め補正」機能を搭載する。データ管理に関する機能としては、あらかじめパソコンを使って作成したテキストデータやカメラ本体で録音した音声データをExifに付加する「カメラメモ」機能を搭載する。またリコー製のプリンターとの連携が強化されており、写真の一覧形式での印刷やカメラメモ機能で用いたテキストデータの印刷などが行なえたり、業務用写真管理ソフトとの連携が行なえたりする。最大で広角時10mの到達距離がある大光量のエレクトロニックフラッシュを内蔵。35mm判換算焦点距離で28～85mmと一般的なデジタルカメラよりも広角のレンズを搭載。有効画素数は813万画素。記録媒体はSDメモリーカードとマルチメディアカードのほか26MBの内蔵メモリーを搭載している。また別売でワイドコンバージョンレンズが発売されている。「建設CALS」に対応した撮影モードを搭載する。
- キャプリオ500SEモデルB（2006年9月1日発売） - Bluetooth機能を内蔵する機種。
- キャプリオ500SEモデルW（2007年1月12日発売） - 無線LAN機能とBluetooth機能を内蔵する機種。
- キャプリオ10G - 防水性能はJIS保護等級8級、防塵性能はJIS保護等級5級に相当する機種。シリコンでできた専用カバーが付属する。「建設CALS」に対応した撮影モードを搭載する。有効画素数は600万画素。記録媒体はSDメモリーカード。

## 撮影素子の問題
2005年10月11日、撮像素子部に問題がある機種があることが公表されている。具体的な症状としては「液晶に画像が表示されない」「液晶に表示された画像がおかしい」「撮影できない」などである。なお問題が起こる可能性のある機種は、全部で10機種（RR30、300G、G3シリーズ全4機種、G4シリーズ全2機種、400GワイドF、RX）。リコー側はこれらの機種に関して「問題が起これば、保証期間を過ぎていても無償修理を行なう」としている。